# (12911) Goodhue
(12911) Goodhue est un astéroïde de la ceinture principale.

## Description
(12911) Goodhue est un astéroïde de la ceinture principale. Il fut découvert le 17 septembre 1998 à la station Anderson Mesa par le programme LONEOS. Il présente une orbite caractérisée par un demi-grand axe de 3,10 UA, une excentricité de 0,16 et une inclinaison de 2,4° par rapport à l'écliptique.

## Compléments